# 大家友和ベースボールクラブ
大家友和ベースボールクラブは、大家友和が設立した特定非営利活動法人（NPO法人）Field of Dreamsにより設立された総合型ベースボールクラブである。傘下には、OBC高島、草津リトルシニアがある。大家友和がゼネラルマネージャーを務める。
本項では傘下の草津リトルシニアについても記述する。

## 草津リトルシニア
草津リトルシニアは、大家友和ベースボールクラブが2003年に結成した少年野球（中学生）の硬式クラブチームである。愛称はパンサーズ。
2006年、創部3年目ながら、第35回日本選手権関西大会において優勝している。